# ЕлиКука
«ЕлиКука» — арт-дуэт художников Олега Елисеева (род. 1985) и Евгения Куковерова (род. 1984). Основан в 2007 году в Москве. Арт-дуэт назван по первым слогам фамилий участников группы.

## История группы
Ученики ветеранов советской «новой волны» Георгия Острецова и Георгия Литичевского. Олег Елисеев и Евгений Куковеров, помимо художественных практик, также играют в группе IHNABTB («I had not a breakfast today, bitch!» / «Сука, я сегодня не завтракал!»). Группа работает в разнообразных направлениях: от живописи и графики до инсталляций и перформансов. Из интервью Олега Елисеева: «Нас можно назвать анархистами, но мы не занимаемся явным политически ангажированным искусством, нам важнее отреагировать на сложившуюся ситуацию, в которой сейчас наблюдается превращение искусства в однородную массу, точнее, в прочную стратегию, которой обучаются, а затем применяют выпускники крупных институций и школ современного искусства. То есть сейчас художник знает, что нужно прочитать, какую позицию занять…».
В октябре 2012 года были награждены премией «Соратник» по итогам сезона 2011—2012.
В 2017—2020 годах вошли в Российский инвестиционный художественный рейтинг 49ART, представляющий выдающихся современных художников в возрасте до 50 лет.

## Персональные выставки
- 2008 — «Жирная выставка». Галерея Ravenscourt, Москва.
- 2008 — «Скучная выставка». Галерея Reflex, АРТСтрелка, Москва.
- 2009 — «Bacteria mon amour!». Galerie Stanislas Bourgain, Париж.
- 2011 — «XYEVO-ZAEBIS». Галерея Regina Berloga, Москва.[1]
- 2011 — «Человечная дружба». Чебуречная Дружба, Москва.
- 2011 — «Унизители памятников». Галерея Комната, Москва.[1]
- 2011 — «Открытие 1 февраля» совм. с Валерием Чтаком). Галерея Regina Berloga, Москва.
- 2012 — «Тренажеры миропорядка». Галерея Regina, Москва.[5]
- 2012 — «Восстание тренажеров миропорядка». Мультимедиа Арт Музей (МАММ), Москва.
- 2014 — «Пропаганда фотографирования». ММСИ, Москва.
- 2015 — «Энергия Мытищ». Галерея «Варочный цех», Мытищи.
- 2015 — «Предъявите паспорт!». Мастерская Фонда Владимира Смирнова и Константина Сорокина, Москва.
- 2021 — «Сила искусства. Просроченный юбилей». Мультимедиа Арт Музей, Москва. [6]